# Veliki Podljuben
Veliki Podljuben – wieś w Słowenii, w gminie miejskiej Novo mesto. W 2018 roku liczyła 103 mieszkańców. 